# Elezioni politiche suppletive in Italia del 2019
Le elezioni politiche suppletive italiane del 2019 sono le elezioni tenute in Italia nel corso del 2019 per eleggere deputati o senatori dei collegi uninominali rimasti vacanti.

## Camera dei deputati

### Collegio Sardegna 01
Le elezioni politiche suppletive nel collegio uninominale Sardegna - 01 si sono tenute il 20 gennaio 2019 per eleggere un deputato per il seggio lasciato vacante da Andrea Mura, le cui dimissioni sono state approvate dalla Camera dei deputati il 27 settembre 2018.
Il 17 dicembre 2018 fu fissato il termine ultimo per la consegna dei nominativi per la candidatura al seggio suppletivo designando una rosa finale di quattro nomi: il giornalista di Videolina Andrea Frailis per la coalizione di centro-sinistra Progressisti di Sardegna, la forzista Daniela Noli per il centro-destra, l'ingegnere Luca Caschili, assessore all'urbanistica nel comune di Carbonia, per il Movimento 5 Stelle e per CasaPound Italia Enrico Balletto, allenatore di pallavolo della Polisportiva Sarroch, squadra maschile militante in Serie B.
La Noli e Balletto sono gli unici al secondo tentativo dopo le elezioni del 4 marzo: la prima fu candidata, come seconda in lista dietro all'eletto Ugo Cappellacci nel collegio plurinominale del Sud Sardegna mentre il secondo partecipò al collegio uninominale di Cagliari per il Senato. Frailis, non iscritto a nessun partito, concorre a nome della nuova coalizione Progressisti di Sardegna, formazione creatasi in occasione delle Elezioni regionali del febbraio 2019, la quale unisce sia il Partito Democratico che altre formazioni, come Liberi e Uguali che nel Parlamento formatisi l'anno precedente appartengono a due schieramenti separati. Il giornalista ha comunicato comunque che in caso di elezione aderirebbe al gruppo parlamentare del PD.
L'elezione è stata caratterizzata da una bassissima affluenza, pari al 15,54% totale. I due comuni più popolosi hanno registrato la più alta e la più bassa affluenza: Cagliari con 17,17% e Quartu Sant'Elena con il 12,4%. Andrea Frailis, rappresentante la lista di centro-sinistra è stato il deputato eletto, con il 40,4%, mentre Daniele Caschili (M5S) e Daniela Noli (centro-destra) si sono fermati rispettivamente al 28,9% e al 27,8%. Da segnalare come Frailis è risultato il più votato solo nei comuni di Cagliari, Quartu Sant'Elena e Monserrato, ovvero i comuni della prima cintura dell'hinterland cittadino, che essendo i comuni più popolosi hanno determinato la vittoria. Alla Camera dei deputati la maggioranza di governo perde quindi il seggio precedentemente appartenuto al Movimento 5 Stelle che passa all'opposizione.
| Partito                            | Partito                                                                | Candidato                          | Risultati 20 gennaio 2019 | Risultati 20 gennaio 2019 |
| Partito                            | Partito                                                                | Candidato                          | Voti                      | %                         |
| ---------------------------------- | ---------------------------------------------------------------------- | ---------------------------------- | ------------------------- | ------------------------- |
|                                    | Progressisti di Sardegna                                               | Andrea Frailis                     | 15 581                    | 40,46                     |
|                                    | Movimento 5 Stelle                                                     | Luca Caschili                      | 11 139                    | 28,92                     |
|                                    | Lega-Forza Italia-Fratelli d'Italia                                    | Daniela Noli                       | 10 707                    | 27,80                     |
|                                    | CasaPound                                                              | Enrico Balletto                    | 1 083                     | 2,81                      |
|                                    |                                                                        |                                    |                           |                           |
| Iscritti                           | Iscritti                                                               | Iscritti                           | 251 649                   | 100,00                    |
| ↳ Votanti (% su iscritti)          | ↳ Votanti (% su iscritti)                                              | ↳ Votanti (% su iscritti)          | 39 101                    | 15,54                     |
| ↳ Voti validi (% su votanti)       | ↳ Voti validi (% su votanti)                                           | ↳ Voti validi (% su votanti)       | 38 510                    | 98,49                     |
| ↳ Schede non valide (% su votanti) | ↳ Schede non valide (% su votanti)                                     | ↳ Schede non valide (% su votanti) | 591                       | 1,51                      |
| ↳ Astenuti (% su iscritti)         | ↳ Astenuti (% su iscritti)                                             | ↳ Astenuti (% su iscritti)         | 212 548                   | 84,46                     |
|                                    |                                                                        |                                    |                           |                           |
|                                    | Esito: collegio passa da Movimento 5 Stelle a Progressisti di Sardegna |                                    |                           |                           |

### Collegio Trentino-Alto Adige 04
Le elezioni politiche suppletive nel Collegio elettorale uninominale Trentino-Alto Adige - 04 si sono tenute il 26 maggio 2019, contestualmente alle elezioni europee, per eleggere un deputato per il seggio lasciato vacante da Giulia Zanotelli, dimessasi per incompatibilità dopo la nomina ad Assessore all'Agricoltura della Provincia autonoma di Trento.
La sera del 22 aprile, scaduto il termine ultimo per la consegna dei nominativi per la candidatura al seggio suppletivo, sono stati presentati i tre candidati per il seggio. Per la coalizione di centro-sinistra Alleanza Democratica Autonomista, composta dal Partito Democratico, Liberi e Uguali, i Verdi, Partito Socialista e Unione per il Trentino, si è candidata la democratica Giulia Merlo. La consigliera comunale di Trento della Lega Martina Loss ha corso sostenuta dalla coalizione di centro-destra. Infine, per il Movimento 5 Stelle, si è candidato il dottore forestale Lorenzo Leoni.
| Partito                            | Partito                                                          | Candidato                          | Risultati 26 maggio 2019 | Risultati 26 maggio 2019 |
| Partito                            | Partito                                                          | Candidato                          | Voti                     | %                        |
| ---------------------------------- | ---------------------------------------------------------------- | ---------------------------------- | ------------------------ | ------------------------ |
|                                    | Lega-Forza Italia-Fratelli d'Italia                              | Martina Loss                       | 46 224                   | 46,06                    |
|                                    | Alleanza Democratica Autonomista                                 | Giulia Merlo                       | 41 290                   | 41,14                    |
|                                    | Movimento 5 Stelle                                               | Lorenzo Leoni                      | 12 846                   | 12,80                    |
|                                    |                                                                  |                                    |                          |                          |
| Iscritti                           | Iscritti                                                         | Iscritti                           | 197 106                  | 100,00                   |
| ↳ Votanti (% su iscritti)          | ↳ Votanti (% su iscritti)                                        | ↳ Votanti (% su iscritti)          | 112 195                  | 56,92                    |
| ↳ Voti validi (% su votanti)       | ↳ Voti validi (% su votanti)                                     | ↳ Voti validi (% su votanti)       | 100 360                  | 89,45                    |
| ↳ Schede non valide (% su votanti) | ↳ Schede non valide (% su votanti)                               | ↳ Schede non valide (% su votanti) | 11 835                   | 10,55                    |
| ↳ Astenuti (% su iscritti)         | ↳ Astenuti (% su iscritti)                                       | ↳ Astenuti (% su iscritti)         | 84 911                   | 43,08                    |
|                                    |                                                                  |                                    |                          |                          |
|                                    | Esito: collegio confermato a Lega-Forza Italia-Fratelli d'Italia |                                    |                          |                          |

### Collegio Trentino-Alto Adige 06
Le elezioni politiche suppletive nel Collegio elettorale uninominale Trentino-Alto Adige - 06 si sono tenute il 26 maggio 2019, contestualmente alle elezioni europee, per eleggere un deputato per il seggio lasciato vacante da Maurizio Fugatti, dimessosi per incompatibilità dopo l'elezione come Presidente della Provincia autonoma di Trento.
I candidati ufficiali presentatisi al termine ultimo per la consegna dei nominativi erano tre. Per la coalizione di centro-sinistra Alleanza Democratica Autonomista si è candidata l'ex-procuradora ladina Cristina Donei. Per il centro-destra ha corso l'ex-consigliere della Lega al comune di Ospedaletto Mauro Sutto. Infine, per il Movimento 5 Stelle, la candidata era Rosa Rizzi.
| Partito                            | Partito                                                          | Candidato                          | Risultati 26 maggio 2019 | Risultati 26 maggio 2019 |
| Partito                            | Partito                                                          | Candidato                          | Voti                     | %                        |
| ---------------------------------- | ---------------------------------------------------------------- | ---------------------------------- | ------------------------ | ------------------------ |
|                                    | Lega-Forza Italia-Fratelli d'Italia                              | Mauro Sutto                        | 27 513                   | 51,08                    |
|                                    | Alleanza Democratica Autonomista                                 | Cristina Donei                     | 19 386                   | 35,99                    |
|                                    | Movimento 5 Stelle                                               | Rosa Rizzi                         | 6 959                    | 12,92                    |
|                                    |                                                                  |                                    |                          |                          |
| Iscritti                           | Iscritti                                                         | Iscritti                           | 116 225                  | 100,00                   |
| ↳ Votanti (% su iscritti)          | ↳ Votanti (% su iscritti)                                        | ↳ Votanti (% su iscritti)          | 59 691                   | 51,36                    |
| ↳ Voti validi (% su votanti)       | ↳ Voti validi (% su votanti)                                     | ↳ Voti validi (% su votanti)       | 53 858                   | 90,23                    |
| ↳ Schede non valide (% su votanti) | ↳ Schede non valide (% su votanti)                               | ↳ Schede non valide (% su votanti) | 5 833                    | 9,77                     |
| ↳ Astenuti (% su iscritti)         | ↳ Astenuti (% su iscritti)                                       | ↳ Astenuti (% su iscritti)         | 56 534                   | 48,64                    |
|                                    |                                                                  |                                    |                          |                          |
|                                    | Esito: collegio confermato a Lega-Forza Italia-Fratelli d'Italia |                                    |                          |                          |

## Riepilogo
| Data                | Camera     | Circoscrizione      | Collegio               | Partito | Partito | Parlamentare uscente | Partito | Partito | Parlamentare eletto |
| ------------------- | ---------- | ------------------- | ---------------------- | ------- | ------- | -------------------- | ------- | ------- | ------------------- |
| Camera dei Deputati | 20 gennaio | Sardegna            | 01 (Cagliari)          |         | M5S     | Andrea Mura          |         | PD      | Andrea Frailis      |
| Camera dei Deputati | 26 maggio  | Trentino-Alto Adige | 04 (Trento)            |         | Lega    | Giulia Zanotelli     |         | Lega    | Martina Loss        |
| Camera dei Deputati | 26 maggio  | Trentino-Alto Adige | 06 (Pergine Valsugana) |         | Lega    | Maurizio Fugatti     |         | Lega    | Mauro Sutto         |